# Eliteserien (Dänemark) 1990/91
Die Saison 1990/91 war die sechste Spielzeit der Eliteserien, der höchsten dänischen Eishockeyspielklasse. Meister wurde zum insgesamt vierten Mal in der Vereinsgeschichte der Herning IK. Der Rungsted IK stieg in die zweite Liga ab.

## Modus
In der Hauptrunde absolvierte jede der acht Mannschaften insgesamt 28 Spiele. Die vier bestplatzierten Mannschaften qualifizierten sich für die Playoffs, in denen der Meister ausgespielt wurde. Der Letztplatzierte stieg in die zweite Liga ab. Für einen Sieg erhielt jede Mannschaft zwei Punkte, bei einem Unentschieden gab es einen Punkt und bei einer Niederlage null Punkte.

## Hauptrunde

### Tabelle
|    | Klub                      | Sp | S  | U | N  | T   | GT  | Punkte |
| -- | ------------------------- | -- | -- | - | -- | --- | --- | ------ |
| 1. | Herning IK                | 28 | 18 | 6 | 4  | 155 | 94  | 42     |
| 2. | AaB Ishockey              | 28 | 18 | 2 | 8  | 146 | 102 | 38     |
| 3. | Rødovre Mighty Bulls      | 28 | 14 | 5 | 9  | 140 | 107 | 33     |
| 4. | Herlev Hornets            | 28 | 14 | 4 | 10 | 128 | 115 | 32     |
| 5. | Esbjerg IK                | 28 | 11 | 8 | 9  | 159 | 135 | 30     |
| 6. | Frederikshavn White Hawks | 28 | 7  | 6 | 15 | 95  | 133 | 20     |
| 7. | Hellerup IK               | 28 | 9  | 1 | 18 | 98  | 134 | 19     |
| 8. | Rungsted IK               | 28 | 3  | 4 | 21 | 87  | 188 | 10     |

Sp = Spiele, S = Siege, U = unentschieden, N = Niederlagen, OTS = Overtime-Siege, OTN = Overtime-Niederlage, SOS = Penalty-Siege, SON = Penalty-Niederlage

## Finalrunde
In den Playoffs setzte sich der Herning IK durch und wurde Meister.